# Jean Bonal
Jean Joachim François Bonal (Parijs, 22 februari 1925 – Bouffémont, Val-d’Oise, 23 oktober 2004) was een Franse jazzgitarist, stilistisch beïnvloed door de traditie van Django Reinhardt.

## Biografie
Bonal begon zijn loopbaan halverwege de jaren 40 in Parijs, in 1946 maakte hij zijn eerste plaatopnames als lid van het orkest van Michel de Villers. In de jaren daarna speelde hij o.m. met Jef Gilson, André Persiany, Eddie Bernard, Géo Daly en Maurice Meunier. In 1950 nam hij voor het eerst onder eigen naam op, de twee nummers die hij met Meunier, Persiany, Alix Bret, Bernard Planchenault en Roger Paraboschi voor Swing opnam, zijn toen niet uitgebracht. In 1954 volgde een tweede sessie, met Meunier, Christian Chevallier, Alix Bret en Edmond 'Tober' Migueres voor Duc-Thompson. Midden jaren 50 werkte hij met Guy Lafitte, Jonah Jones/Alix Combelle en in 1961 met het kwintet van Buck Clayton. In die tijd was hij ook actief met Michel Legrand, Don Byas en Sidney Bechet. In 1960 trad hij op in Henri-Georges Clouzots film La Vérité. In de jazz was hij tussen 1946 en 2000 betrokken bij 31 opnamesessies. Zijn laatste optreden was in 2002, op het festival Jazz in Marciac.

## Discografie (selectie)
- Flash Back (Vega, 1968), met Jean-Claude André, Roland Lobligeois, Philippe Combelle
- Guitare Jazz (DOM, 1975), met Franco Manzecchi, Raymond Le Sénéchal, Raymond Leblond
- Free Sound (PES, 1976), met Alby Cullaz, Roland Lobligeois, Jean-Louis Viale, Philippe Combelle, Jean-Claude André, Raymond Leblond
- Jean Bonal Trio Invite Marcel Azzola: A Live Session (Paul Beuscher, 1995), met Marcel Azzola
- Jean Bonal (Elabeth, 2000), o.a. met Stéphane Guillaume, Jean Claude Fohrenbach, Pierre Michelot, Totole Masselier, Philippe Combelle, Roger Paraboschi